# Isay Klasse
Isay Klasse (Buenos Aires, 11 de abril de 1923-10 de octubre de 2011) fue un intelectual y defensor de los valores democráticos. Dedicó su vida a la industria del libro, la promoción de la cultura y la lectura y a la profesionalización del sector editorial. Trabajó en todas las fases de la producción y comercialización del libro y con la distribuidora Tres Américas exportó libros argentinos a todos los mercados internacionales e importó libros de América y España. Participó en múltiples iniciativas para fomentar la producción de libros y la lectura, el apoyo a los autores y editores de habla castellana en América Latina.
Fue un defensor de los derechos intelectuales de los escritores, de la labor de las bibliotecas y de la importancia de la educación y sus profesionales en todos sus niveles. Fue promotor y fundador de la Feria Internacional del Libro de Buenos Aires, de las Jornadas Profesionales y la Comisión de Educación de dicha feria.
Colaboró activamente en la creación de la Feria Internacional del Libro de Guadalajara.
Desde 2011, en reconocimiento a su trayectoria, el Premio al Mejor Libro de Educación lleva su nombre: Premio Isay Klasse al Libro de Educación.

## Biografía
Nació el 11 de abril de 1923 en Buenos Aires. Hijo de inmigrantes judíos rusos que llegaron a la Argentina a principio del siglo XX, huyendo de su país de origen.
Su madre, militante socialista rusa, Nina Voronovitsky (1890-1959), llegó a Argentina en 1905 desde Odesa, luego del asesinato en un pogrom de su padre Leonardo Voronovitsky.
Su Padre, el profesor de violín Aarón Klasse (1885-1976), alumno del violinista Leopoldo Auer y de Alejandr Glazunov fue medalla de oro del Conservatorio de la Sociedad Imperial de Música de San Petersburgo hoy llamado Conservatorio de San Petersburgo.
Contrajo matrimonio en Buenos Aires en 1954 con Eloísa Alarcón, exiliada republicana española, que había llegado a América en el barco Winnipeg gracias a la ayuda de Pablo Neruda, entonces Cónsul Chileno en París.  Con ella tuvo dos hijos, Eloísa y Álvaro.
Su segunda esposa fue Mary Turner, editora de bibliografías y libros de referencia. Directora de Editorial Bowker en Argentina y fundadora de Ediciones Turner, que publicaba obras enfocadas al sector bibliotecario y las librerías de habla castellana como Libros en Venta y la revista Fichero Bibliográfico Hispanoamericano.
Isay Klasse militó en el Partido Socialista desde su juventud y fue dirigente de la Juventud Socialista y de la Federación Universitaria de Buenos Aires. Participó activamente en la Fundación 5 de octubre de 1954, en la lucha contra el nazismo y el estalinismo. Por sostener sus convicciones democráticas y socialistas estuvo detenido y preso varias veces en 1943 en la Sección Especial de Represión al Comunismo (a pesar de que nunca fue comunista), dos veces en la Cárcel de Devoto en 1951 y en la Cárcel de Las Heras en 1953.

## Trayectoria profesional
En 1945 militó en el Partido Socialista en el grupo del filósofo Héctor Raurich y fue activo partícipe en la edición de la Revista Índice.
En 1948 fue secretario de Federación Universitaria de Buenos Aires (FUBA) y en 1950 editor de la Revista Índice, donde se publicaron artículos de Américo Ghioldi, Emilio Frugoni, Sidney Hook, Michel Collinet, Víctor Serge, y el escritor George Orwell, entre otros.
En el año 1954 participó activamente en la Fundación 5 de Octubre en la lucha por los valores democráticos, junto con Emilio Gibaja, Alberto Gellon, Manuel Corchon, Alicia Camilloni, Roberto Almaraz, Elena Rodríguez, Jorge Albertoni, Gastón Bodelois, Jorge Garlan y Rómulo Zemborain, entre otros.
En 1958 fundó la distribuidora de libros Tres Américas junto con Jaime Roitzenvag y José Roberto Macedo, dedicada, inicialmente, a la exportación de libros argentinos y, posteriormente, a la importación de obras internacionales para el mercado argentino. La empresa Tres Américas fue líder en América Latina hasta la década del setenta.
En 1960 fundó y dirigió la editorial Ediciones Marymar  junto con Saúl Cherny,  Jaime Roitzenvag y Hildegard Kupfer, donde publicó obras de Héctor Raurich, Percy Lemos, James Nielson, Gerardo Ancarola, José Isaacson, Néstor Auza y Mary Turner, entre muchos otros. Su catálogo contaba también con publicaciones de literatura clásica, historia de la Patagonia, obras de divulgación cultural y una colección especialmente dedicada a la educación: “El maestro en su acción cotidiana”, creada por el Profesor Pablo J. Gabba y dirigida por el Profesor Jorge A. Ratto.
Entre 1970 y 1990 colaboró activamente en los congresos de la Unión Internacional de Editores en Londres, Estocolmo, México y Nueva Delhi.
A partir de 1975, uno de los mayores méritos de Isay Klasse fue su trabajo en la fundación de la Feria del Libro de Buenos Aires, que a lo largo de los años se ha transformado en una prestigiosa tradición cultural de la capital argentina.. Posteriormente, estimuló activamente la creación de la Feria del Libro de Guadalajara, cuya primera edición fue en 1986.
En 1985 fue presidente del Grupo Latinoamericano de la Unión Internacional de Editores y miembro del Consejo de Administración de la Fundación El Libro e impulsó la creación de la Comisión de Relaciones Profesionales en el marco de la Feria Internacional del Libro de Buenos Aires, para promover un intercambio entre editores, distribuidores y agentes literarios para difundir la producción local y la participación de los profesionales a la feria. En abril de 1986 se realizaron las primeras Jornadas de Profesionales del Libro,con un programas de actividades que contemplaba a libreros, distribuidores, bibliotecarios, reuniones con docentes e investigadores de diversos países y cuyo fin último era el intercambio comercial de libros.
Creó también la Comisión de Educación de la Feria del Libro de Buenos Aires que se ha consolidado como un destacable encuentro internacional para el intercambio de experiencias educativas novedosas a través de la organización de jornadas anuales. Desde 1995, y en el marco de estas jornadas, se entrega el Premio al Mejor Libro de Educación; desde 2011 dicho Premio lleva el nombre de Isay Klasse en reconocimiento a su trayectoria y aporte. Entre 1980 y 1992 dictó cursos en el Centro Regional para el Fomento del Libro en América Latina y el Caribe (Cerlalc).
Atento y preocupado por la situación del Estado de Israel y su política exterior, propuso en 2011 a Daniel Barenboim al Premio Nobel de la Paz, por su trabajo en favor de la paz en Oriente Medio, a través de la creación de su orquesta West-Eastern Divan Orchestra  con músicos israelíes y palestinos, como muestra del valor de la fraternidad humana que se expresa sin distinciones a través de la música.
El periodista James Neilson, en su memoria escribió: "En el transcurso de su larga vida, Isay Klasse desempeñó un papel clave en una multitud de actividades relacionadas no sólo con el libro sino también con la educación y con la difusión de valores democráticos en una sociedad en que las tentaciones autoritarias nunca han estado ausentes. Lo hizo como editor, miembro de vaya a saber cuántas comisiones y asociaciones nacionales e internacionales y, sobre todo, como la figura central de una amplia red de amistades que abarcaría a presidentes, legisladores, funcionarios, escritores, periodistas y pensadores con quienes, merced últimamente al progreso vertiginoso de las comunicaciones electrónicas, se mantenía en contacto constante".

## Cargos profesionales
- Desde 1970 : Consejero Honorario de la Cámara Argentina del Libro.[23]
- Desde 1980: Consejero Honorario de la Fundación El Libro.[5]
- 1978-1984: Fundador y Vicepresidente del Grupo Interamericano de Editores.[23]
- 1984-1990: Presidente del Grupo Interamericano de Editores.[4][5]
- 1984: Fundador y primer Presidente de la Jornadas Profesionales del libro de la Fundación El Libro.[23]
- 1986-1992: Vicepresidente de la Unión Internacional de Editores https://es.wikipedia.org/wiki/Uni%C3%B3n_Internacional_de_Editores.[4][5]
- 1989-1992: Vicepresidente de la Cámara Argentina del Libro.[24]
- 1992: Consejero y miembro del Comité Ejecutivo de la Fundación el Libro.
- 1997: Presidente de la Comisión de Prensa y Comunicación del Congreso Mundial del Libro realizado en Buenos Aires en el año 2000.[23]
- 2006: Presidente de Democracia Global (DG)[23]
- 2007: Presidente del Instituto para el Estudio de la Comunicación, la Información y el Libro (IECIL).[25]